# گاه‌شماری کلده
گاه‌شماری کلده دارای سال ۳۶۰ روزه بوده که هر شش سال یک‌بار یک ماه (سی روزه) به آن اضافه میشده است. طول سال تقویمی متوسط آن: 
۳۶۵ روز = ۶ ÷ (۳۰+۳۶۰×۶) 
برای نزدیک شدن به طول سال خورشیدی متوسط (۲۴۲۱۹۸۷۹/۳۶۵) هر چهارسال به اندازهٔ یک روز دیگر نیز اضافه می‌شده‌است با این وجود همچنان با اختلاف کسری از زمان با سال حقیقی تطبیق کامل نداشته است:
۴/۱۲۸۹۳۹۷۸۵ = (۰/۲۴۲۱۹۸۷۹) ÷ ۱ 
پس از آن برای تسهیل به‌جای افزودن یک ماه در شش سال به اضافه کردن پنج روز در هرسال با حفظ کبیسه هر چهار سال یکروز اکتفا می‌شده است. 